# Zimex Aviation
Zimex Aviation ist eine Schweizer Fluggesellschaft mit Sitz in Glattbrugg am Flughafen Zürich.

## Geschichte
Die Fluggesellschaft wurde 1969 gegründet. 2010 erhielt Zimex Aviation als erste Fluggesellschaft weltweit die neue de Havilland Canada DHC-6 der Serie 400. Im April 2016 stiessen zwei ATR 72-200F zur Flotte, während am 4. Dezember 2018 eine ATR 42-500 folgte.
Nach dem Konkurs der SkyWork Airlines übernahm Zimex die Versorgungsflüge der Swisscoy. Zwei Mal pro Woche fliegt sie von Basel Truppen und Material nach Pristina und zurück; jede zweite Woche mit einem Zwischenhalt in Sarajevo.

## Flugziele
Die Fluggesellschaft fliegt vor allem in Nordafrika und im Nahen Osten für Nichtregierungsorganisationen, Hilfsorganisationen und Mineralölunternehmen.
Für Nightexpress flog Zimex ab Maastricht Express-Frachtflüge nach Coventry.

## Flotte

### Aktuelle Flotte

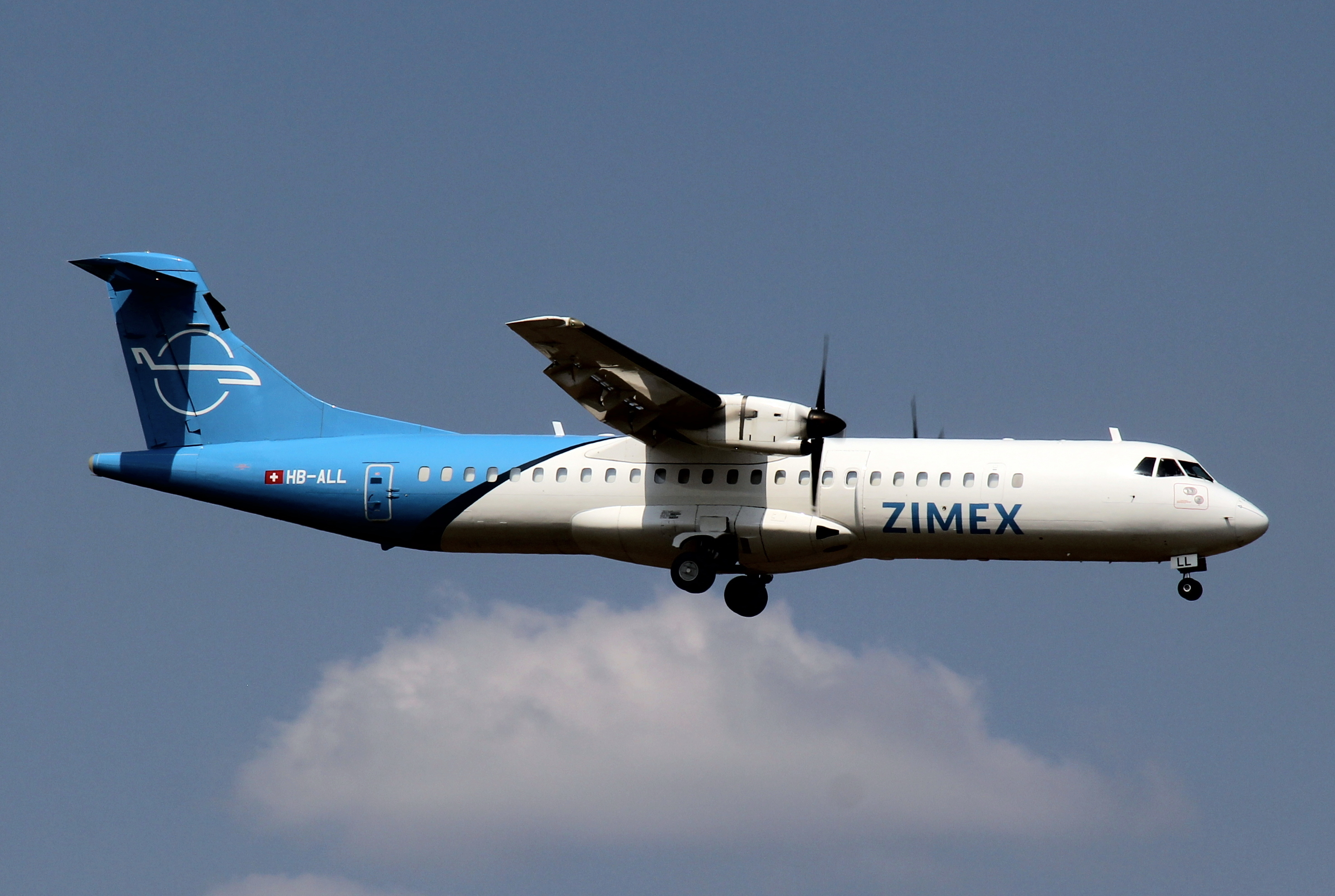
HB-ALL ATR72-202F in Anflug auf den Flughafen Zürich

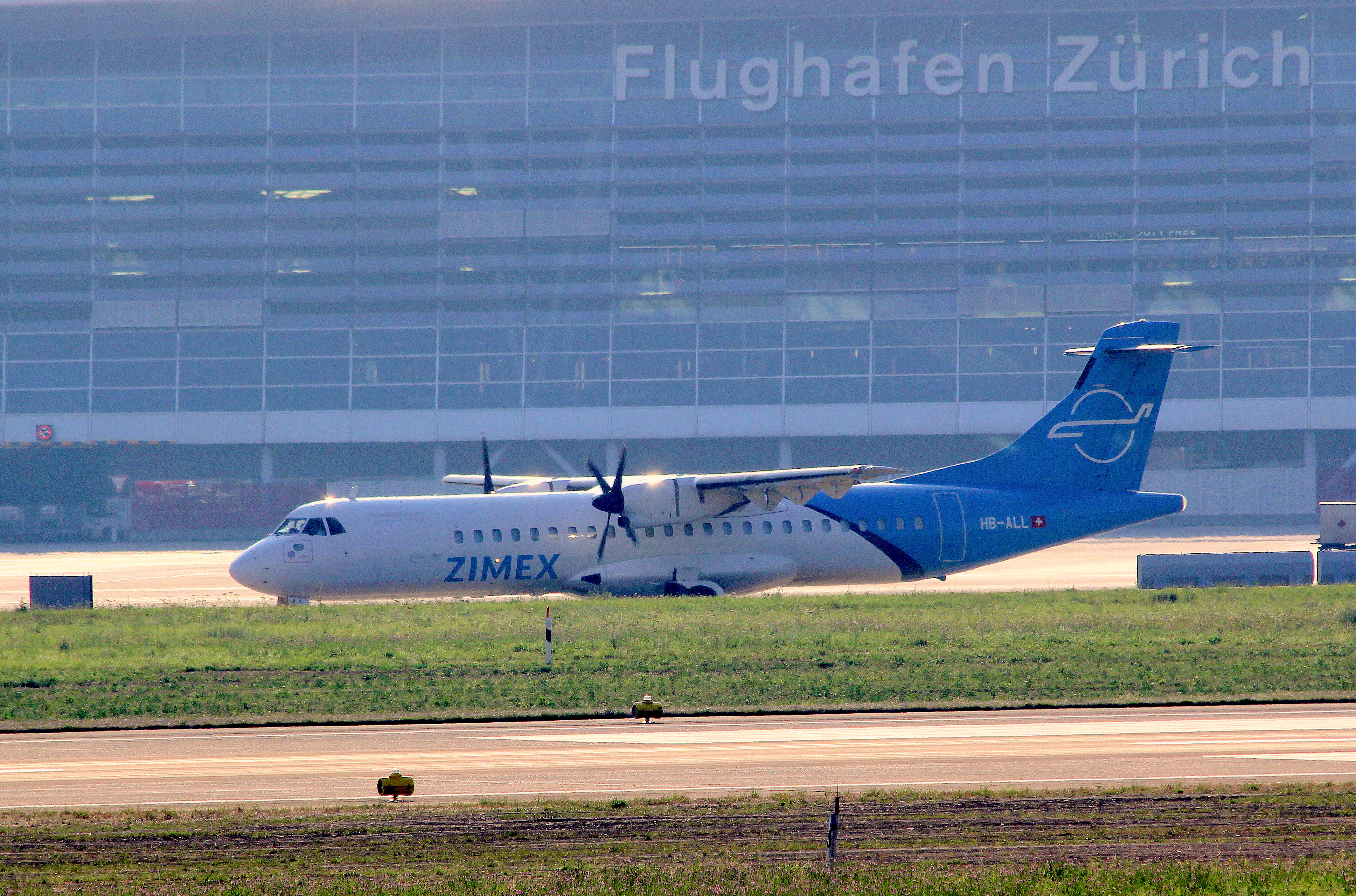
HB-ALL ATR72-202F am Flughafen Zürich

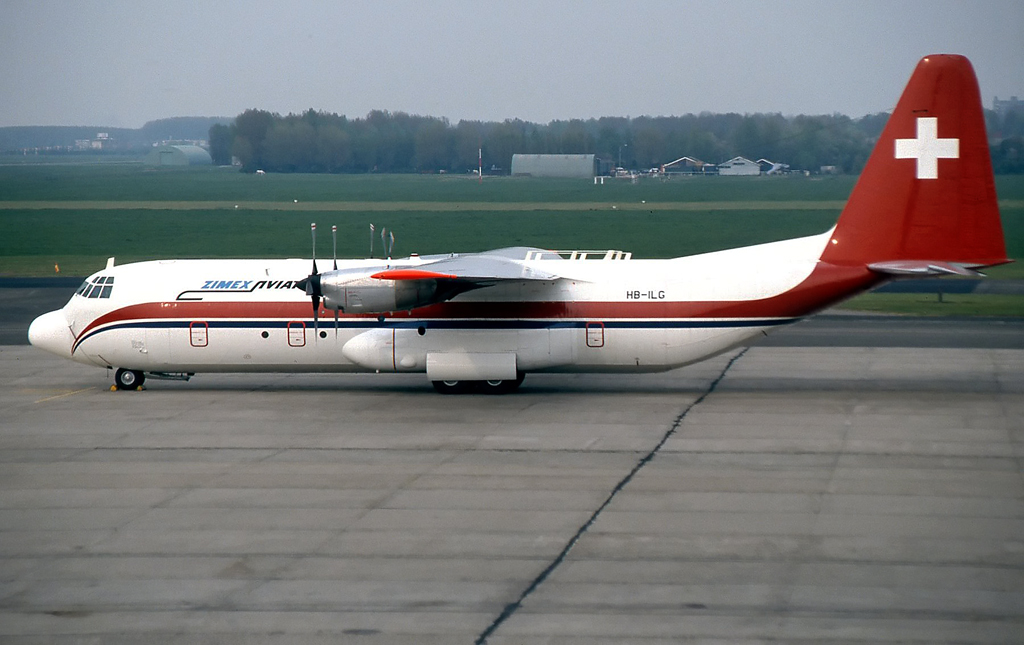
Eine Lockheed L-100 Hercules (HB-ILG) der Zimex Aviation

Mit Stand April 2025 besteht die Flotte der Zimex Aviation aus 16 Flugzeugen mit einem Durchschnittsalter von 40,3 Jahren:
| Flugzeugtyp                              | Anzahl | bestellt | Anmerkungen | Sitzplätze | Durchschnittsalter |
| ---------------------------------------- | ------ | -------- | --- | ---------- | ------------------ |
| ATR 42-300/320 F                         | 02     |          | | -          | 30,6 Jahre         |
| ATR 42-500                               | 01     |          | | 48         | 30,6 Jahre         |
| ATR 72-200 F                             | 02     |          | | -          | 31,3 Jahre         |
| De Havilland Canada DHC-6-300 Twin Otter | 10     |          | je zwei betrieben für Air Tetiaroa und International Committee of the Red Cross, eine betrieben für Air Tahiti | 19         | 47,5 Jahre         |
| De Havilland Canada DHC-6-400 Twin Otter | 01     |          | betrieben für Air Antilles                                                                                     | 19         | 15,2 Jahre         |
| Gesamt                                   | 16     | -        | |            | 40,3 Jahre         |

### Ehemalige Flugzeugtypen
- Beechcraft 1900D
- PC-6

## Zwischenfälle
- Am 14. Oktober 1987 wurde eine Lockheed L-100-30 Hercules der Zimex Aviation (Luftfahrzeugkennzeichen HB-ILF) 40 Kilometer westlich des Startflughafens in Kuito (Angola) während des Bürgerkriegs von Angola abgeschossen. Die Maschine war im Auftrag des IKRK unterwegs. Alle 6 Insassen, 4 Besatzungsmitglieder und 2 Passagiere, wurden getötet. Auch am Boden kamen 2 Menschen ums Leben (siehe auch Abschuss einer Lockheed L-100 der Zimex Aviation).[5][6]